# Divizia C Serie VIII 1983/84
Die Divizia C Serie VIII 1983/84 war eine von zwölf Staffeln der 28. Spielzeit der dritten rumänischen Fußball-Liga Divizia C und beinhaltete die Kreise Caraș-Severin, Hunedoara und Timiș. Bekanntheit erlangte sie aufgrund des Endergebnisses, das als ausgeglichenstes der Fußballgeschichte gilt.

## Abschlusstabelle
| Pl. | Verein                  | Sp. | S  | U | N  | Tore    | Diff. | Punkte |
| --- | ----------------------- | --- | -- | - | -- | ------- | ----- | ------ |
| 1.  | Mureșul Deva            | 30  | 16 | 6 | 8  | 053:330 | +20   | 38     |
| 2.  | UM Timișoara            | 30  | 14 | 3 | 13 | 057:370 | +20   | 31     |
| 3.  | Mecanica Orăștie        | 30  | 15 | 1 | 14 | 049:530 | −4    | 31     |
| 4.  | Minerul Paroșeni        | 30  | 13 | 5 | 12 | 041:460 | −5    | 31     |
| 5.  | Minerul Moldova-Nouă    | 30  | 14 | 2 | 14 | 041:390 | +2    | 30     |
| 6.  | Minerul Știința Vulcan  | 30  | 13 | 4 | 13 | 038:470 | −9    | 30     |
| 7.  | Metalul Bocșa           | 30  | 13 | 3 | 14 | 040:320 | +8    | 29     |
| 8.  | Dacia Orăștie           | 30  | 11 | 7 | 12 | 058:500 | +8    | 29     |
| 9.  | Minerul Certej          | 30  | 13 | 3 | 14 | 048:470 | +1    | 29     |
| 10. | Metalul Oțelu-Roșu      | 30  | 14 | 1 | 15 | 038:400 | −2    | 29     |
| 11. | Minerul Anina           | 30  | 13 | 3 | 14 | 046:480 | −2    | 29     |
| 12. | Victoria Călan          | 30  | 13 | 3 | 14 | 035:370 | −2    | 29     |
| 13. | Constructorul Timișoara | 30  | 13 | 3 | 14 | 057:620 | −5    | 29     |
| 14. | Minerul Oravița         | 30  | 13 | 3 | 14 | 039:450 | −6    | 29     |
| 15. | Minerul Ghelar          | 30  | 12 | 5 | 13 | 035:520 | −17   | 29     |
| 16. | Minerul Aninoasa        | 30  | 11 | 6 | 13 | 032:390 | −7    | 28     |

Platzierungskriterien: 1. Punkte – 2. Tordifferenz – 3. Siege – 4. Direkter Vergleich (Punkte, Tordifferenz, geschossene Tore) 

## Besonderheit und Hintergrund
Zwischen dem Zweitplatzierten UM Timișoara und dem Vorletzten Minerul Ghelar, der damit abstieg, lagen nur zwei Punkte. Dies entsprach gemäß der damaligen Punkteregel einem Sieg bzw. zwei Unentschieden. Insgesamt neun Mannschaften hatten dieselbe Punktzahl von 29.
2019 erschien im deutschen Fußball-Magazin 11 Freunde ein Artikel zu den Hintergründen dieses engen Ausgangs. Gemäß dem nachmaligen UEFA-Schiedsrichter Ioan Danciu, der Spiele in dieser Liga geleitet hatte, sollen viele Spiele abgesprochen worden sein. Damit sollten die Zuschauer und Firmenleitungen (die Spieler waren Angestellte von Bergbauunternehmen und anderen Firmen) zufriedengestellt werden. So wollten die Spieler verhindern, als Strafe für schlechte Leistungen unter Tage arbeiten zu müssen, wo die Arbeitsbedingungen hart und gefährlich waren. Insbesondere hätten die Mannschaften dafür gesorgt, dass Heimspiele gewonnen wurden. Dem schließlichen Aufsteiger Mureșul Deva hätten die anderen Mannschaften geholfen, da er ein besseres Stadion und bessere Rahmenbedingungen hatte als andere Vereine und damit bessere Chancen in der zweiten Liga. Der Torwart von Metalul Bocșa, Emil Vadasz berichtete, dass von ausgelobten Sonderprämien für Siege ein Teil den Spielern des Gegners als Bestechung angeboten worden sei und dass „einige Spiele am Küchentisch entschieden wurden“.

## Rezeption
Die mit der Sammlung von Fußballdaten beschäftigte Organisation RSSSF führt die Abschlusstabelle als die ausgeglichenste Abschlusstabelle, die ihnen bekannt ist. Christoph Biermann bezeichnet sie in seinem Buch Fast alles über Fußball als „Tabelle des Grauens“ und nennt die Spielzeit „die wahrscheinlich schaurig aufregendste Saison aller Zeiten“. Rob Smyth beschreibt die Tatsache, dass ein Team in der oberen Tabellenhälfte nur aufgrund der besseren Tordifferenz nicht abstieg, als das lächerlichste, was je in der Sport-Kolumne The Joy of Six des Guardian beschrieben wurde. Andy Mitten bemerkt neben dem knappen Ergebnis auch die Besonderheit, dass 8 der 16 Vereinsnamen „Minerul“ (rumänisch für „Bergmann“) enthalten. Danny Baker und Danny Kelly gehen davon aus, dass es durch die Einführung der 3-Punkte-Regel deutlich unwahrscheinlicher geworden ist, dass eine solche enge Tabellensituation eintritt.
Der Ökonom Dorian Owen benutzte die Spielzeit als ein Fallbeispiel in einer Veröffentlichung über die Bewertung der Ausgeglichenheit einer Sportliga mithilfe der relativen Standardabweichung.